# 카마신인

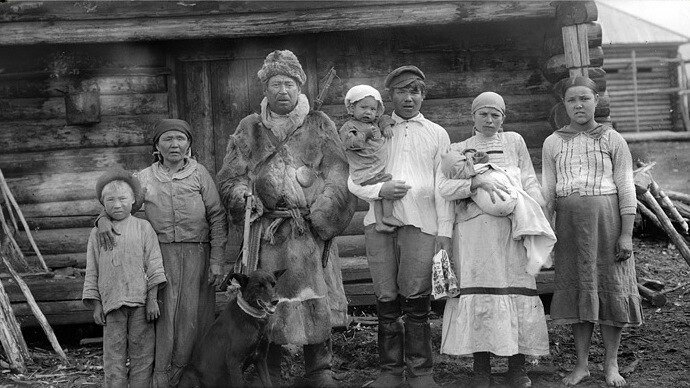
1925년의 카마신인 가족, 아블라코보 마을

카마신인(러시아어: камасинцы, 카마스어: Kaŋmažə)은 17세기~20세기에 사얀 산맥 주변(오늘날 러시아 크라스노야르스크 변경주 남부)에서 칸강과 마나강 유역을 따라 살던 사모예드계 부족들의 총칭이다.
러시아인이나 주변 민족에 동화되어 사실상 사라졌으나 2010년과 2021년의 러시아 인구조사에서 2명의 개인이 "기타 민족" 항목의 하위에 카마신인 정체성을 가진 것으로 보고하였다.

## 역사
자세한 기원은 여전히 명확하지 않으나 북쪽의 고대 사모예드 민족집단에서 유래하여 17세기까지는 이 지역에 정착한 것으로 보인다.
19세기 말에는 "타이가 카마신인"과 "스텝 카마신인"의 두 집단으로 분기되어 서로 다른 방언을 사용하였다. 타이가 카마신인은 사냥, 순록 몰이, 어업을 하며 살았고 20세기 초까지 카마스어의 방언을 사용하였다. 스텝 카마신인은 가축이나 말을 치거나 농사, 사냥을 하고 살았는데, 본래는 코이발어라는 카마스어 방언을 사용했으나 19세기 중반부터는 하카스어를 받아들여 현재까지도 쓰고 있다.
20세기 초까지는 대부분의 카마신인이 러시아 농민계층에 동화되어 정체성이 사라졌고, 일부 카마신인은 튀르크화를 겪어 코이발인이라는 하카스인의 하위 집단으로서 동화되었다. 1989년 카마스어의 마지막 화자이자 카마스인 혈통을 절반 타고 난 클라브디야 플로트니코바가 사망함으로써 고유 언어는 사멸했다.

## 같이 보기
- 사모예드인